# Mohand Laenser

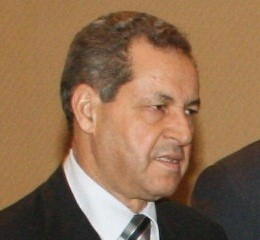
Mohand Laenser

Mohand Laenser (* 1942 in Imouzzer Marmoucha) ist ein marokkanischer Politiker und Generalsekretär der Partei Volksbewegung.

## Ausbildung und Karriere
Seinen Abschluss an der École nationale d’administration machte er mit besonderer Auszeichnung. Anschließend absolvierte er eine berufliche Weiterbildung am Institut national des postes et télécommunications (INPT) in Rabat, der Télécom ParisTech und dem Institut français des sciences administratives (IFSA) in Paris.
Mohand Laenser hielt seit 1969 verschiedene Positionen innerhalb des Ministeriums für Post und Telekommunikation. Von 1981 bis 1992 war Laenser Minister für Post und Telekommunikation unter Premierminister Mohammed Karim Lamrani. Am 25. Juni 1993 wurde er in direkter Wahl zum Generalsekretär der Volksbewegung gewählt, als Abgeordneter vertritt er den Wahlkreis Boulemane (Provinz Boulmane) in Zentralmarokko.
Im Kabinett Driss Jettou war er von 2002 bis 2007 Minister für Landwirtschaft, ländliche Entwicklung und Fischerei. Am 29. Juli 2009 wurde im Zuge der Umbildung des Kabinetts Abbas al-Fassi zum Ministre d’État (Staatsminister) ernannt. Bei den Parlamentswahlen in Marokko 2011 führte er für seine Partei den Wahlkampf.
Von Januar 2012 bis Oktober 2013 fungierte er als Innenminister, von Oktober 2013 bis Mai 2015 als Minister für Stadtplanung und Raumordnung.
Seit Mai 2015 ist Laenser Minister für Jugend und Sport.